# Vöcklamarkt
Vöcklamarkt is een gemeente in de Oostenrijkse deelstaat Opper-Oostenrijk, gelegen in het district Vöcklabruck. De gemeente heeft ongeveer 4800 inwoners.

## Geografie
Vöcklamarkt heeft een oppervlakte van 27 km². De gemeente ligt in het zuidwesten van de deelstaat Opper-Oostenrijk. Het ligt ten noordoosten van de deelstaat Salzburg en ten zuiden van de grens met Duitsland.
Vanaf het treinstation gaat de Atterseebahn van Stern und Hafferl naar Attersee. Op deze lokaallijn rijden nu nieuwe lagevloertrams. Stern&Hafferl verzorgt ook de aansluitende rondvaart.
- Gemeinsame Normdatei: 4285251-1
- Virtual International Authority File: 239577041
- WorldCat: E39PCjGThGxbrbbpTGqWBMXY4C